# Friedrich Wilhelm von Schadow

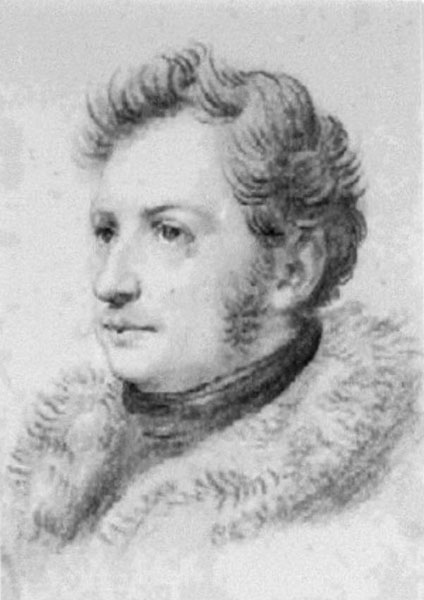
Friedrich Wilhelm von Schadow.

Friedrich Wilhelm von Schadow, född 5 september 1789 i Berlin, död 19 mars 1862 i Düsseldorf, var en tysk målare.
Han fick undervisning av sin far, Johann Gottfried Schadow, och av Friedrich Georg Weitsch, var soldat 1806-07 och följde 1810 sin bror Rudolf till Rom. Där slöt han sig till "Nasarenerna", nyromantikens representanter bland de tyska målarna, övergick till katolicismen 1814 och sökte i religiösa tavlor sammansmälta naturtrohet med symbolism. Han målade Madonna som himladrottning, Heliga familjen och liknande verk. 
Han försökte sig även som freskomålare och utförde Jakobs klagan och Josef i fängelset i den serie fresker, som några av nasarenerna fullbordade 1816-17 i Casa Bartholdy. Han målade även porträtt. 1819 blev Schadow professor vid akademien i Berlin och började därmed sin långvariga och förtjänstfulla lärarverksamhet. Bland hans målningar från Berlintiden märkes en Backanal i Schauspielhaus - ett av hans få profana arbeten -, De tre vise männen, Kristus och evangelisterna och flera kyrkmålningar samt porträtt. 
År 1826, då Peter von Cornelius överflyttade från Düsseldorf till München, blev Schadow hans efterträdare som Düsseldorfakademiens chef. Flera av hans lärjungar från Berlin följde honom dit, och skolans uppsving blev snart märkbart. Schadow påtvingade inte sina lärjungar någon som helst stil eller tendens, utan lät alla riktningar utveckla sig efter möjligheterna. 
Han lät det rent måleriska i måleriet komma till heders enligt grundsatsen "målaren måste kunna måla". Hans skola blev rent av modern efter tyska förhållanden på denna tid. Bland hans arbeten under detta skede märks i främsta rummet De visa och fåvitska jungfrurna (i kartong 1837, sedan i olja i Frankfurts galleri) samt bland de övriga Lärjungarna i Emmaus, Livets brunn, Helvetet, Skärselden och paradiset (efter Dante).
Småningom växte tiden ifrån den åldrande romantikern. Han mötte opposition från ungdomen och lämnade sin direktörspost 1859. Han hade blivit adlad 1843. Han uppträdde även som författare med Der moderne Vasari, Erinnerungen aus dem Künstlerleben (1854) med mera.